# Woodlawn (hrabstwo Fairfax)
Woodlawn – jednostka osadnicza w Stanach Zjednoczonych, w stanie Wirginia, w hrabstwie Fairfax.